# Вердуго, Елена
Елена Энджела Вердуго (англ. Elena Angela Verdugo; 20 апреля 1925 — 30 мая 2017) — американская актриса кино и телевидения, наиболее известная по своей роли в телесериале «Доктор Маркус Уэлби», которая принесла ей две номинации на премию «Эмми».

## Биография
Вердуго родилась в Голливуде, штат Калифорния. Актёрскую карьеру Вердуго начала в 1931 году в фильме «Кавалер с Запада», но активно сниматься актриса стала только с 1940-х годов. В 1946 году, на съёмках картины «Маленький гигант», Елена Вердуго знакомится со сценаристом Чарльзом Марионом, впоследствии ставшим её мужем. Супруги прожили вместе более 50 лет, пока в 1999 году Марион не скончался от острого инфаркта миокарда. Далее вторым мужем Елены стал Чарлз Розуэлл.
В 1949 году актриса получила главную роль в фильме «Большое сомбреро» режиссёра Фрэнка Макдональда. На телевидении наибольшую известность Вердуго получила главной ролью в ситуационной комедии «Встреча с Милли». Далее Елена Вердуга снялась в эпизодах таких телесериалов, как «Боб и восхитительный риэлтор» (1958), «Редиго» (1963) и «Ваше первое впечатление» (1963).
С февраля по июнь 1964 года актриса была задействована в ситуационной комедии CBS «Новое шоу Фила Сильверса». Позже Вердуго участвовала в таких теле- и радиопостановках, как «Поздравляю», «Папа знает лучше», «Потерянные в космосе» и «Джонни Ринго».
Елене Вердуго принадлежит звезда на Голливудской «Аллее славы», которой она удостоилась за вклад в развитие телевидения.
Елена Вердуга скончалась 30 мая 2017 года.

## Личная жизнь
Вердуго является потомком семьи Вердуго, которая была одним из основателей Лос-Анджелеса.
У Вердуго и Марион был сын Ричард Марион (1949–1999), который был актёром/режиссёром. Её вторым мужем был Чарльз «Рози» Розуолл, доктор медицины, психиатр, который умер в 2012 году.
Елена Вердуга скончалась 30 мая 2017 года в возрасте 92 лет.